# Anja Tepeš
Anja Tepeš, slovenska smučarska skakalka, * 27. februar 1991, Ljubljana.
Anja je bila skakalka kluba SD Dolomiti in slovenske reprezentance. Zaradi večkratnih poškodb je bila nekajkrat prisiljena prekiniti z nastopi ter nato tudi zaključiti svojo tekmovalno kariero.

## Tekmovalna kariera

### Svetovni pokal
Anja Tepeš je na tekmah svetovnega pokala debitirala na sploh prvi tekmi te prireditve za ženske. To je bilo v sezoni 2011-12 in sicer 3. decembra 2011 v Lillehammerju na norveškem kjer je zasedla 41. mesto. V tej prvi sezoni je takrat dvajsetletna Anja nastopila na sedmih tekmah vendar se ji še ni uspelo uvrščati se med dobitnice točk.
V naslednji sezoni, to je bila sezona 2012-13, pa je Anja prikazala dokajšen napredek. Začela se je redno uvrščati med dobitnice točk in si nekajkrat celo priskakala uvrstitev med najboljših deset. Tako je bila osma na začetku sezone, 9. decembra 2012 v Sočiju, Rusija.  Uvrstitev na osmo mesto je nato še ponovila 17. februarja 2013 na domači prireditvi v Ljubnem ob Savinji. Na koncu je sezono zaključila na skupno 17. mestu z osvojenimi 228 točkami kar velja za njeno najuspešnejšo sezono.
Na Anjino žalost so se tedaj začele poškodbe s koleni, ki so ji preprečile nemoteno nastopanje. Ravno na finalu zadnje sezone si je strgala križne kolenske vezi ter takoj po povratku na tekme poškodbo na treningu v Planici obnovila. Do ponovitve poškodbe je prišlo potem ko je v sezoni 2013-14 nastopila na vsega šestih tekmah, od tega se je na treh uvrstila proti začelju dobitnic točk. Vendar tedaj še ni obupala kljub temu, da je bila tekoča sezona večinoma izgubljena ter da je potem manjkala še celo sezono 2014-15.
Septembra 2015 je dokončno napovedala konec kariere zaradi poškodb kolena v starosti štiriindvajset let.
V svoji tekmovalni karieri je na tekmah svetovnega pokala dosegla tri uvrstitve med deseterico najboljših, dve osmi in eno deveto mesto, na skupaj 29 tekmah na katerih je nastopila. Poleg tega je še bila enajstkrat med deseterico na tekmah celinskega pokala, kjer je kot najboljšo uvrstitev dosegla tretje mesto 9. septembra 2012 na prireditvi v Lillehammerju.

### Celinski pokal
Na tekmah za kontinetalni pokal je nastopala od debija v Planici 16. januarja 2005, ko je zasedla 16. mesto. V naslednjih letih je redno nastopala v tem tekmovanju, torej v časih še preden je bil organiziran svetovni pokal za ženske tekmovalke. Anja se je na teh tekmah dokaj redno uvrščala med dobitnice točk, tu in tam pa se ji je posrečila kaka uvrstitev med najboljših deset. Vsega skupaj je zbrala točno 101 nastop. V prvi sezoni je skupno zbrala 70 točk in bila uvrščena na 33. mesto. Že nslednje leto je bila veliko boljša in kot takrat najboljša slovenka v seštevku za osvojenih 310 točk zasedla 16. mesto. Ta dosežek je izboljšala v sezoni 2010-11, ko je zaključila skupno na 15. mestu s 301 osvojeno točko.

## Osebno
Izhaja iz znane skakalne družine saj je njen oče Miran bil uspešen tekmovalec v svojem času in je še vedno prisoten v skokih kot uradnik FIS. Prav tako se s skoki ukvarja njen brat Jurij, ki je tudi uspešen tekmovalec v svetovni eliti.

## Dosežki v svetovnem pokalu

### Uvrstitve po sezonah
| Sezona  | Uvrstitev | Točke |
| ------- | --------- | ----- |
| 2011-12 | -         | -     |
| 2012-13 | 17.       | 228   |
| 2013-14 | 48.       | 23    |